# Нестерчук Микола Трохимович
Мико́ла Трохи́мович Нестерчу́к (27 вересня 1941 — 22 липня 2023) — відповідальний секретар Всеукраїнського товариства «Просвіта». Заслужений працівник освіти України, кавалер ордена «За заслуги» ІІ-ІІІ ступенів. Мешкає в Києві.

## Біографія
Член комітету з присудження Премії імені Івана Огієнка (Житомирська область).

## Нагороди, відзнаки та звання
Згідно з Указом Президента України «Про присвоєння почесних звань України діячам Всеукраїнського товариства „Просвіта“ імені Т. Г. Шевченка» від 3 грудня 1993 р. № 575/93. «…за значний особистий внесок у розвиток української науки і культури, активну громадську і просвітницьку роботу…» присвоєно почесне звання України «Заслужені працівники народної освіти України». Нагороджений Орденом «За заслуги» ІІ (2008 р.) і ІІІ ступенів (1998 р.).